# Молдова-Газ (футбольний клуб)
«Молдова-Газ» (рум. Moldova-Gaz) — нині неіснуючий молдавський футбольний клуб з Кишиніва, домашні матчі команда проводила на стадіоні «Динамо».

## Історія назв
- 1995 — «Синдикат»
- 1996 — «Синдикат-Молдова-Газ»
- 1997 — «Молдова-Газ»

## Історія
Клуб був заснований в 1995 під назвою «Синдикат». У сезоні 1996/97 клуб посів перше місце в Дивізіоні «A», що дало право команді грати в Чемпіонат Молдови з футболу|Національному дивізіоні] чемпіонату Молдови. У вищій лізі країни клуб провів три сезони: Чемпіонат Молдови з футболу 1997/1998|1997/98], Чемпіонат Молдови з футболу 1998/1999|1998/99], Чемпіонат Молдови з футболу2 |1999/00]]. Найвищим досягненням команди є п'яте місце чемпіонату у сезоні 1997/98. «Молдова-Газ» ставала півфіналістом Кубка Молдови сезону 1998/99 та 1999/00. У 2000 рік команда припинила своє існування.

## Досягнення
Дивізіон «A»
- Переможець (1): 1996/97